# Centrotypus perakensis
Centrotypus perakensis är en insektsart som beskrevs av William Lucas Distant. Centrotypus perakensis ingår i släktet Centrotypus och familjen hornstritar. Inga underarter finns listade i Catalogue of Life.